# Sherry Rehman
Shehrbano "Sherry" Rehman ((del urdu: شیری رحمان): Karachi, 21 de diciembre de 1960) es una política y periodista paquistaní, miembro del Senado de Pakistán desde 2015. Fue la primera mujer líder de la oposición en el Senado, de marzo a agosto de 2018, y fue embajadora de Pakistán en Estados Unidos de 2011 a 2013. Actualmente ocupa el cargo de Ministra Federal del Ministerio de Cambio Climático. 
Se licenció en Smith College y obtuvo un máster en historia del arte por la Universidad de Sussex. En 1988, se incorporó al diario Herald como redactora y permaneció en la revista hasta 1999. En 2002 fue elegida miembro de la Asamblea Nacional de Pakistán. Fue reelegida en 2008 y pasó a formar parte del Gabinete Federal de Primer Ministro Gillani como Ministra de Información.
Dimitió de su cargo en 2009 y pasó a presidir la Media Luna Roja de Pakistán y fundó el Instituto Jinnah, un grupo de reflexión no partidista. En noviembre de 2011, fue nombrada embajadora de Pakistán en Estados Unidos y permaneció en el cargo hasta abril de 2013. En 2015, fue elegida senadora.

## Primeros años y formación
Sherbano Rehman nació el 21 de diciembre de 1960 en Karachi, Sindh, hija de Hassanally A. Rahman, perteneciente a una familia sindi. Su madre fue vicepresidenta primera del Banco Estatal de Pakistán.
Rehman asistió a la Karachi Grammar School recibiendo su A level. De allí, se trasladó a los Estados Unidos donde estudió en el Smith College en Northampton, Massachusetts, donde se licenció en Bachelor of Arts en ciencias políticas en 1985. Se trasladó al Reino Unido, donde obtuvo un M.A. en historia del arte por la Universidad de Sussex. Es presidenta del Instituto Jinnah, una organización de investigación.

## Carrera profesional
Rehman comenzó su carrera profesional como periodista en The Daily Star y después se incorporó a The Herald y se convirtió en su redactora jefe a los 26 años, ejerciendo hasta 1998. Tras dejar el Herald en 1998, fue coautora del libro The Kashmiri Shawl: From Jamawar to Paisley. Trabajó como periodista profesional durante 20 años y fue miembro del Consejo de Editores de Periódicos de Pakistán de 1988 a 1998.También ha trabajado para la Sociedad de la Media Luna Roja de Pakistán como presidenta.

## Carrera política
Fue elegida diputada de la Asamblea Nacional de Pakistán por primera vez como candidata del PPP en un escaño reservado a las mujeres en las elecciones generales pakistaníes de 2002 donde permaneció hasta 2007. Durante su mandato como miembro de la Asamblea Nacional, siguió siendo Secretaria Central de Información del PPP, Presidenta de Planificación Política del PPP y siguió formando parte del Comité de Relaciones Exteriores del partido.
Rehman fue reelegida para la Asamblea Nacional como candidata del PPP en el escaño reservado a las mujeres de Sindh en las elecciones generales paquistaníes de 2008. Durante su segundo mandato como diputada de la Asamblea Nacional, fue autora de varias leyes que se presentaron en la Asamblea Nacional.
En marzo de 2008, entró a formar parte del gabinete federal del Primer Ministro Yousaf Raza Gillani y fue nombrada Ministra de Información y Radiodifusión del Ministerio de Información y Radiodifusión. En abril de 2008 recibió la cartera ministerial adicional de Sanidad, y en mayo de 2008 la de Desarrollo de la Mujer y Cultura. Fue Ministra de Cultura hasta agosto de 2008. En noviembre de 2008, renunció a las carteras de Sanidad y Desarrollo de la Mujer.
Rehman dimitió de su cargo de ministra de Información en marzo de 2009 en protesta por el intento del Gobierno de imponer restricciones a la libertad de prensa.
En 2010, presentó un proyecto de ley para abolir la pena de muerte por blasfemia, a raíz de lo cual fue puesta bajo vigilancia policial tras recibir amenazas de muerte. Rehman fue acusada de cometer "blasfemia, un delito castigado con la pena de muerte" en Pakistán, "en relación con un programa de entrevistas en 2010" Sus acusadores acudieron al Tribunal Supremo con su denuncia después de que la policía se negara a registrarla. El tribunal ordenó a la policía de la ciudad central paquistaní de Multan que investigara."
En noviembre de 2011, Rehman fue nombrada embajadora de Pakistán en Estados Unidos tras la dimisión de Hussain Haqqani, a quien el primer ministro Gilani pidió que dimitiera tras el escándalo del "Memogate". Mientras era embajadora, pidió a Estados Unidos que pusiera fin a sus ataques con drones en Pakistán. Dejó el cargo en mayo de 2013.
En junio de 2015, fue elegida senadora de Pakistán por primera vez como candidata del PPP al escaño general por Sindh y sustituyó a Abdul Latif Ansari.
En marzo de 2018, fue elegida líder de la Oposición en el Senado y se convirtió en la primera mujer de Pakistán en ocupar el cargo. Fue líder de la oposición en el Senado hasta agosto de 2018.
En 2020, creó polémica cuando devolvió la palmadita al senador del PTI Mohsin Aziz por sus comentarios, "Mera Jism Meri Marzi, MeToo y apna khana khud garam kero". Sostuvo que el Parlamento no debería jugar la carta de la cultura y la religión al hablar de los derechos de la mujer.
A partir de 2020, fue presidenta de la comisión del Senado sobre el Corredor Económico China-Pakistán (CPEC).
En 2022 habló con los medios internacionales sobre las grandes inundaciones de ese año. Durante la Conferencia de las Naciones Unidas sobre el Cambio Climático de 2022 en Sharm El Sheikh, Egipto, presionó para que se llegara a un acuerdo sobre pérdidas y daños, para que las naciones ricas compensaran a los países pobres por los daños que habían causado, poniendo las inundaciones de Pakistán de ese año como ejemplo paradigmático de los daños causados por el cambio climático. Tras alcanzarse un acuerdo, afirmó que "proporciona esperanza a las comunidades vulnerables de todo el mundo que luchan por sobrevivir al estrés climático, y da cierta credibilidad al proceso de la conferencia de las Naciones Unidas sobre el cambio climático."

## Vida personal
Sherry Rehman está casada con Nadeem Hussain, conocido por fundar Tameer Microfinance Bank.

## Premios y reconocimientos
- 2002: Premio de Periodismo Independiente de la Cámara de los Lores del Reino Unido en su ceremonia de entrega de los Premios del Mundo Musulmán.[27]
- 2006: Premio R.L Shep Ethnic Textiles Book por The Kashmiri Shawl[28]
- 2008: Premio Internacional de la Paz para los demócratas por la Comisión de Derechos Humanos.[29]

- 2009: El Premio de la Libertad Pakistán por la Asociación de Periodistas de Televisión.[30][31]
- 2009: "Héroe de la Democracia" del Instituto Republicano Internacional [28][32]
- 2009: Incluida entre los 100 asiáticos más influyentes por la revista Ahlan, UAE[2]
- 2011: Premio Jeane J. Kirkpatrick por The Women's Democracy Network, Washington[33]
- 2012: Medalla del Smith College[34]
- 2013: Premio Nishan-e-Imtiaz[35][36][37]

## Publicaciones

### Como autora
- The Kashmiri Shawl: From Jamavar to Paisley, Antique Collectors' Club, 2006. Co-autoría con Naheed Jafri.
- CPEC 2.0: The Promise and The Peril, Jinnah Institute, 2009.
- Corridors of Knowledge for Peace and Development, Sang-e-Meel Publications, 2019. Contribuye

con el capítulo 4, "The Connectivity Dream".

### Como editora
- Womansplaining: Navigating Activism, Politics and Modernity in Pakistan, Folio Books y Jinnah Institute, 2021.